# Hale House
La Hale House è una villa in stile vittoriano costruita nel 1885 nella sezione Highland Park a nord-est di Los Angeles (California). Viene descritta come la "casa più fotografata di tutta la città" da Jack Smith in “May Day” for an Old House.
Nel 1966 è stata dichiarata monumento storico culturale e nel 1972 venne inserita nel National Register of Historic Places. Nel 1970 è stata venduta all'Heritage Square Museum in Montecito Heights dove rimane aperta al pubblico.